# Karabin maszynowy WKM-B
12,7 mm wielkokalibrowy karabin maszynowy WKM-B – polski wielkokalibrowy karabin maszynowy zaprojektowany w 1999, będący polską modyfikacją radzieckiego wielkokalibrowego karabinu maszynowego NSW. Produkowany jest od 1999 w Zakładach Mechanicznych „Tarnów”. 
Nazwa handlowa WKM-UTIOS. 

## Konstrukcja
Karabin maszynowy jest bronią samoczynną. Zasada działania oparta została na odprowadzaniu części gazów prochowych przez boczny otwór lufy i ruch tłoka gazowego. Zamek jest ryglowany przez przesunięcie w płaszczyźnie poziomej, co powoduje zajście czterech występów ryglowych zamka, za opory ryglowe obsady lufy. Posiada dwupołożeniowy regulator gazowy, strzela z zamka otwartego. Wyrzutnik łusek jest napędzany ruchem suwadła, (łuski wyrzucane są do przodu). Mechanizm uderzeniowy, rolę bijnika pełni suwadło. Mechanizm spustowy przeznaczony tylko do prowadzenie ognia ciągłego. Bezpiecznik nastawny. 
Karabin jest bronią zasilaną przy pomocy metalowej taśmy segmentowej, z ogniwami otwartymi. Taśma metalowa o pojemności 50 –70 nabojów jest przechowywana w skrzynkach nabojowych. Zasilany prawo- lub lewostronnie, taśma przesuwa się przy odrzucie suwadła. 
Lufa broni: szybkowymienna, chłodzona powietrzem, z przewodem lufowym chromowanym. Do lufy przymocowana jest komora gazowa z regulatorem gazowym, jest wyposażona w rękojeść ułatwiającą przenoszenie broni i wymianę lufy.

## Podstawowe dane taktyczno  – techniczne[1]
- Kaliber broni – 12,7 mm

- Długość całkowita broni – 1560 mm

- Długość lufy – 1100 mm

- Liczba bruzd – 8

- Skok bruzd – 381 mm

- Długość linii celowniczej – 1195 mm

- Masa broni – 25 kg

- Masa lufy – 9 kg

- Masa podstawy trójnożnej 6U6 – ok. 55 kg

- Pojemność skrzynki amunicyjnej – 50 sztuk nabojów, podstawa 6U6 – 70 sztuk nabojów

- Masa załadowanej skrzynki amunicyjnej – 50 nabojowa; 11,1 kg, 70 nabojowa; 12,5 kg Odległość celowania – 400–2000 m

- Prędkość początkowa pocisku – 880 m/s

- Energia początkowa wystrzelonego pocisku – 16 290 J

- Szybkostrzelność teoretyczna – 700-800 strz./min

- Szybkostrzelność praktyczna – do 70 strz./min

## Zastosowanie
WKM-B jest bronią maszynową przeznaczoną do zwalczania siły żywej przeciwnika ukrytej za lekkimi osłonami, lekko opancerzonych celów naziemnych, nisko latających celów powietrznych i celów nawodnych, na odległościach do 1500 m oraz celów powietrznych na odległościach do 2000 m. Może być montowany na różnych podstawach: słupkowej, czołgowej, obrotnicy na włazie pojazdu, trójnożnej uniwersalnej i trójnożnej naziemnej. Korzysta z amunicji 12,7 × 99 mm NATO i może być wykorzystywany we wszystkich strefach klimatycznych i warunkach atmosferycznych oraz oświetleniowych. 